# سنای ماکائو
سنای ماکائو (پرتغالی: Leal Senado) ساختار حکومت محلی در ماکائوی پرتغال (شبیه به شوراهای شهر) در طول امپراتوری پرتغال بود. عنوان "Leal Senado" در سال ۱۸۱۰ توسط شاهزاده نایب‌السلطنه ژوآئو ششم، که بعداً پادشاه جان ششم پرتغال شد به دولت ماکائو اعطا شد. این پاداشی بود برای وفاداری ماکائو به پرتغال در طول دودمان فلیپی، بین سال‌های ۱۵۸۰ و ۱۶۴۰ داده شد.